# Östansbo IS
Östansbo IS är en fotbollsklubb från Ludvika vilken bildades 1931. Föreningen har  en bred verksamhet på ungdomssidan. Hemmaplanen är vackert belägen vid sjön Haggen, heter Björkliden och består av två stora planer och en mindre. Både herrlaget och damlaget är aktiva.
Herrlaget har blivit seriesegrare 7 gånger mellan åren 1955 och 2008 och har spelat sex säsonger i division 4.
Damlaget har blivit seriesegrare två gånger, åren 2008 och 2010 vilket inneburit historiska uppflyttningar till division 3. Just nu spelar Herrlaget i division 4 och damlaget i division 3. Östansbo IS har den näst största barn och ungdomsverksamheten i dalarna med ca 20-23 anmälda lag varje år. Fotbollsskolan engagerar ca 300 barn varje år.
Östansbo var Fredrik Söderströms moderklubb. Han gick sedan till IK Brage för att därefter bli proffs i den portugisiska ligan och avsluta sin karriären i Hammarby IF. Det kan även nämnas att han har spelat fem A-landskamper för Sverige. Östansbo var även Roger Sundins moderklubb. Han spelade sedan för Ludvika FK, AIK och Västerås SK. Sundin har spelat 4 U21- och 22 J-landskamper.
Östansbo är också Mattias Östbergs moderklubb. Han har spelat för Djurgårdens IF och även för BK Häcken (Göteborg), GAIS (Göteborg) och IFK Norrköping.

## Svenska cupen
- Kvalomgång 1982 IFK Mora-Östansbo IS 3-1
- Kvalomgång 1 1991 Östansbo IS -IK Sätra 2-3
- Kvalomgång 2 1993 Östansbo IF-Hedesunda IF 6-2
- 1:a omgången 27 juni 1993 Östansbo IF-Valbo FF 1-5
- Kvalomgång 2 1999 Östansbo IS-Sandarne SIF 0-3
- 1:a omgången 2008 Östansbo IS - KB Karlskoga 0-3